# Avanguardia Nazionale

Das Emblem der Avanguardia Nazionale

Das analoge Zeichen der 7. SS-Freiwilligen-Gebirgs-Division „Prinz Eugen“

Die Avanguardia Nazionale war eine neonazistische Organisation in Italien. Sie wurde 1960 von Stefano Delle Chiaie gegründet und hatte zum Ziel, die italienische Demokratie zu stürzen beziehungsweise sie zu schwächen. 1976 wurde sie offiziell aufgelöst.

## Die Ursprünge
Stefano Delle Chiaie gründete die Bewegung, nachdem er aus der rechtsextremen Terrororganisation Ordine Nuovo (zu deutsch: Neue Ordnung) ausgetreten war. Dabei konnte er auf Erfahrungen zurückgreifen, die er innerhalb der Gruppi Armati Revoluzionari (zu deutsch: Bewaffnete revolutionäre Gruppen) gemacht hatte.

## Das Emblem der Bewegung
Das Symbol der Avanguardia Nazionale war die Othala-Rune, in Anlehnung an das Abzeichen der 7. SS-Freiwilligen-Gebirgs-Division „Prinz Eugen“. Die Rune war auf einer roten Fahne vor weißem Hintergrund abgebildet, was eine direkte Assoziation zum Hakenkreuz-Symbol der NSDAP hervorrief.

## Verfahren
In den neunziger Jahren wurden nach Zeugenaussagen von Giacomo Ubaldo Lauro und Carmine Dominici strafrechtliche Ermittlungen gegen die Bewegung eingeleitet. Infolge der Untersuchungen stellte sich die Urheberschaft der Avanguardia Nazionale an verschiedenen Terroranschlägen heraus, darunter das Blutbad von Gioia Tauro und der Mord an den Anarchici della Baracca.